# Frederik Svane
Frederik Svane (Lubecca, 21 gennaio 2004) è uno scacchista tedesco.
Ha ottenuto il titolo di Maestro internazionale nel 2021 e di Grande maestro nell'agosto 2022.

## Principali risultati
Nel 2020 ha vinto il campionato del mondo giovanile U16, disputato online. 

Nel 2021 è stato 1°-2° con Jonas Rosner nel 92º campionato tedesco (secondo per spareggio tecnico).
Nel luglio 2022 ha partecipato al campionato europeo U18 a squadre ottenendo 6 /7 in prima scacchiera, con una performance Elo di oltre 2700 punti.
Ha ottenuto il suo più alto rating FIDE in gennaio 2023, con 2581 punti Elo.
È fratello del GM Rasmus Svane.